# Gare de Sainte-Bazeille
Gare de Sainte-Bazeille – przystanek kolejowy w Sainte-Bazeille, w departamencie Lot i Garonna, w regionie Nowa Akwitania, we Francji.
Został otwarty w 1855 przez Compagnie des chemins de fer du Midi et du Canal latéral à la Garonne. Jest przystankiem Société nationale des chemins de fer français (SNCF), obsługiwanym przez pociągi TER Aquitaine

## Położenie
Znajduje się na wysokości 29 m n.p.m., na 71,985 km linii Bordeaux – Sète, pomiędzy stacjami Lamothe-Landerron i Marmande.

## Linie kolejowe
- Bordeaux – Sète